# 北海商船
北海商船株式会社（ほっかいしょうせん）は、かつて存在した日本の海運会社。小樽港から利尻島・礼文島への小樽利礼航路を運航していた。

## 概要
小樽利礼航路は、1901年に小樽の藤山海運が運航を開始、道庁命令航路として運航していたが、1936年には稚内-利礼航路の開設で役割が減少し1953年に北海商船が航路を継承して運航を開始。設立当初は新潟商船倉庫（後の三井近海汽船）や三井船舶が主な株主となり、東京都中央区の三井ビルに本社と小樽市に小樽事務所を置いた。東京都には1968年頃まで本社を置き、1969年には小樽市に本社を移転している。
1976年12月22日、新おたる丸が礼文島金田ノ岬付近で吹雪により座礁、現場の地形と冬期の海況から短期間での離礁が困難と判断されたため、稚内利礼運輸から第三利礼丸を用船して運航した。その後、新おたる丸は放棄されたため、1977年に室戸汽船から第五室戸丸を購入して就航させた。
1981年には小樽市・利尻町・東利尻町・礼文町からの強い要望により6月から航路をフェリー化、東日本フェリーから第五青函丸を用船して、小樽利礼航路初のカーフェリーおたる丸 (2代)として就航させた。1982年には北海商船フェリー株式会社に社名を変更。しかし船型が過大で経営が圧迫され1982年10月からはより小型の第一宗谷丸に変更する一方、小樽港の窓口を小樽市港湾部庁舎から中央埠頭の専用フェリーターミナルビルに移転し乗客の利便性を高めた。同年にはNHKのテレビドラマ「北航路」の舞台ともなった。その後1986年時点では東日本海フェリーの傘下となっていた。
しかし旅客設備が不完全だったことやトラック航送需要の拡大もあり大型船への代替が要望され、1988年10月には再度輸送力向上を目的に東日本海フェリーから第二宗谷丸を用船。1992年度4月から9月の上半期には本州からの観光客を中心に過去最高の7,860人の乗船が記録されたものの、赤字補填の大部分を占める離島航路整備補助金の削減により赤字を補填しきれず累積欠損が資本金の2倍に当たる2千万円に膨らんだこともあり1993年10月に航路廃止の方針を打ち出し、11月に廃止が決定し12月29日の小樽港発便を最後に運航を終えた。1994年1月7日からはフェリー廃止の代替として小樽港で輸送代理店を担当していた小樽海上交通社と利尻礼文両島内の運送業者4社の共同による小樽から稚内を陸送し稚内-利尻・礼文フェリー航路を挟み各島の小売業者へと運送するトラック定期便が運行された。

## 航路
小樽利礼航路
- 小樽港（中央埠頭） - 沓形港（利尻島） - 香深港（礼文島）（241km 小樽-沓形間9時間10分、沓形-香深間50分[22]、小樽-香深間11時間10分[23]）

道内航路としては唯一の夜行便で、通常期および閑散期は往路が夜行便・復路が昼行便で、繁忙期は往復とも夜行便で運航されていた。
末期は通常期週3往復、6-8月の繁忙期は2日1往復、11-3月の閑散期は週2往復の運航で、ドック期間中は運休していた。
設立当初は小樽 - 沓形 - 仙法志 - 鬼脇 - 鴛泊 - 香深 - 船泊（306km）の航路としていた。

## 船舶

### 客船・貨客船
- 禮文丸[24]

1923年2月進水、函館船渠建造、藤山海運より継承
341.87総トン、レシプロ機関、機関出力310ps、航海速力10.0ノット、旅客定員48名（2等10名・3等38名）
- おたる丸（初代）[26]

1956年9月5日竣工、同月就航。新潟鉄工所建造
312.31総トン、全長41.00m、型幅7.60m、型深さ3.90m、ディーゼル1基、機関出力650ps、航海速力12ノット、旅客定員33名（2等8名・3等25名）
- 新おたる丸[27]

1968年8月31日竣工、新潟鉄工所建造、北海道離島航路整備と船舶整備公団の共有船（用船）
446.32総トン、全長45.74m、型幅8.40m、型深さ3.80m、ディーゼル1基、機関出力930ps、航海速力12ノット、旅客定員73名
1976年12月22日、礼文島沖で座礁、後に船体放棄。
- 第三利礼丸[28]

1964年6月15日竣工、東北造船建造、北海道離島航路整備と特定船舶整備公団の共有船
170総トン、全長33.40m、型幅6.40m、型深さ2.80m、ディーゼル1基、機関出力450ps、航海速力10.5ノット、旅客定員113名
座礁した新おたる丸の代船として一時的に稚内利礼運輸から用船。
- 第五室戸丸[29]

1963年12月15日竣工、来島船渠建造
365.88総トン、全長43.30m、型幅7.60m、型深さ3.40m、ディーゼル1基、機関出力1,000ps、航海速力12.000ノット、旅客定員212名
新おたる丸代船として室戸汽船より購入。1981年5月14日引退。

### フェリー
- おたる丸（2代）

1969年竣工、998総トン、1981年6月1日就航、元東日本フェリー第五青函丸
1983年に東日本海フェリーへ売却され、第八宗谷丸として稚内 - 利礼航路に就航。
- 第一宗谷丸

1970年就航、537総トン、1982年に東日本海フェリーより用船、稚内利礼航路初のカーフェリー。
- 第二宗谷丸

988総トン、1988年に東日本海フェリーより用船